# CAT
CAT je zkratka z anglického computer-aided translation či computer-assisted translation. V češtině se užívají označení počítačem podporovaný překlad či překlad podporovaný počítačem. Software, který k takovém překladu slouží, se nazývá CAT nástroj nebo CAT tool.
CAT nástroje slouží jako nástroj pro profesionální překladatele při zpracování dlouhých textů nebo lokalizaci software či internetových stránek. Jejich užitečnost je vyjádřena větou často uváděnou při jejich propagaci: „Už nikdy nebudete muset překládat tutéž větu dvakrát.“
Tyto programy často integrují do nějakého textového editoru elektronický slovník, automatickou kontrolu pravopisu a gramatiky, a dále specializované funkce: překladovou paměť (translation memory) a terminologickou databázi (terminology database).
Mezi nejrozšířenější patří komerční SDL Trados, Transit, Wordfast či Déjà Vu (DVX), k dispozici je též bezplatný a otevřený OmegaT.
Nezaměňovat se strojovým překladem.

## Překladová paměť
CAT nástroje pracují s tzv. překladovou pamětí (translation memory). Při práci s nějakým nástrojem tohoto druhu je text rozdělen na jednotlivé segmenty (většinou věty), které pak překladatel překládá a software ukládá do databáze segmentů se zdrojovým jazykem i jeho překladem. Jeden pár zdrojového segmentu a jeho překladu se nazývá překladová jednotka (translation unit). Pokud se daný či obdobný segment objeví v textu dále, program je schopen překladateli nabídnout dřívější překlad. Překladová paměť se dobře hodí při překládání technických textů, méně vhodná je pro překládání textů beletristické povahy. Překladové paměti nacházejí využití zejména v případech, kdy se některé části textu opakují nebo se vzájemně podobají.

## Terminologická databáze
Dalším nástrojem, který je obsažen v CAT nástrojích, je terminologická databáze (terminology database, zkráceně termbase), kterou uživatel (překladatel) naplňuje ručně, nenaplňuje se tedy automaticky na základě dosavadního překládání. Terminologická databáze obsahuje konkrétní termíny ve zdrojovém i cílovém jazyce. Terminologická databáze se využívá zejména u technických textů při překládání přesných termínů, například chemického názvosloví, kdy program při překládání automaticky rozpoznává ve zdrojovém textu termíny obsažené v databázi a nabízí jejich překlady, které lze do cílového textu vložit jednoduchým postupem, například klávesovou zkratkou. Zbytek segmentu (věty) překladatel však musí přeložit sám.

## Porovnání rozdílných CAT nástrojů
(Abecední řazení, nejdříve bezplatný software, posléze vlastní řešení)
| Nástroj                     | Podporované formáty | OS                                                 | Cena                                                      | Licence        |
| --------------------------- | --- | -------------------------------------------------- | --------------------------------------------------------- | -------------- |
| ForeignDesk                 | HTML, zdrojové kódy v C , Java Source Code, Microsoft Help File Sources (HPJ, HHC, HHK, CNT), Trados, | Windows                                            | Open Source                                               | Open Source    |
| Okapi Framework             | PO, Windows RC, TMX, Wordfast, Trados, Java Properties, Regular-expression-based text, Illustrator, INX, ResX, Table-type files, XML | Windows (.NET)                                     | LGPL                                                      | LGPL           |
| OmegaT                      | HTML, DocBook, Plain Text, PO, JavaHelp, Java Resource Bundles, OpenOffice.org, StarOffice | multiplatformní (Java)                             | Open Source                                               | Open Source    |
| Transolution                | HTML, StarOffice/OpenOffice.org, XLIFF, DOCBOOK | multiplatformní (Python)                           | GPL                                                       | GPL            |
| Cafetran                    | HTML, XML, OpenOffice.org, AbiWord, Kword, MS Word | multiplatformní (Java)                             | 180 euro                                                  |                |
| Déjà Vu (DVX)               | XML, Plain Text, OpenOffice.org, Adobe FrameMaker, Adobe PageMaker, ASP, Interleaf/Quicksilver, InDesign, Help Content, SGML, MS Access, MS Excel, MS PowerPoint, MS Word, QuarkXPress, RTF, Resource files, C/C++/Java source files, Java Properties, JavaScript, VBScript, GNU gettext, SDL Studio (.sdlxliff), MemoQ (.mqxliff), Wordfast Pro (.txml), Transit NXT | Windows                                            | 490 euro                                                  | vlastní řešení |
| Heartsome Translation Suite | HTML/XHTML, XML, Plain Text, OpenOffice.org, StarOffice, AbiWord, PO/POT (GNU Gettext), SVG, Adobe FrameMaker (MIF), Adobe InDesign, DocBook, DITA, Java Properties, JavaScript, RTF, Tagged RTF, Trados TTX, MS Office 2003 XML, ResX (Windows .NET Resources), RC (Windows C/C++ Resources), MS Office 2007 (beta)                                                  | multiplatformní (Java)                             | 60-360 euro                                               | vlastní řešení |
| MemoQ                       | HTML, prostý text, MS Word (plus RTF a další dokumenty Wordu), Excel, PowerPoint, Trados TTX, vlastní dvojjazyčný formát | Windows                                            | 4Free: Freeware Translator Pro: 390 euro LSP 5: 1490 euro | vlastní řešení |
| MetaTexis                   | HTML, XML, Resource files MS Word (všechny textové soubory, které lze importovat do MS Wordu), MS Excel, MS PowerPoint, Adobe FrameMaker, Adobe PageMaker, QuarkXPress | Windows                                            | Lite: zdarma Pro: 98 eur .NET/Office: 138 eur             | vlastní řešení |
| Rainbow                     | HTML, XHTML, Scripts, Photoshop, etc. | Windows (.NET)                                     | Freeware                                                  | vlastní řešení |
| STAR Transit                | Text ANSI / ASCII / Unicode pro Windows, Text pro Apple Macintosh, Corel WordPerfect, HTML, XML (ASP.NET, ASP, JSP, XSL), SGML, SVG (Scalable Vector Graphics), MS Word, MS Excel, MS PowerPoint, RTF y RTF for WinHelp, RC, QuarkXPress, Adobe FrameMaker, Adobe PageMaker, Interleaf /Quicksilver, Adobe InDesign, XGate para QuarkXPress, AutoCAD                  | Windows                                            |                                                           | vlastní řešení |
| SDL Trados                  | Po instalaci automaticky přidává šablonu do MS Wordu. Pro soubory Excelu, PowerPointu by se měl používat TagEditor instalovaný spolu s nástrojem. Podporuje i další formáty, jakými jsou např. OpenOffice, INX, HTM(L), ASP(X), XML, RTF, XLIFF, DLL, Java Properties, QuarXPress, MIF a další.                                                                       | Windows 2000, XP, Vista 32                         | 995 $                                                     |                |
| Web Translate It            | Gettext .po/.pot, Ruby .yml (Ruby on Rails), XLIFF, Java .properties/.xml, Qt .ts, JSON, Apple .strings (Macintosh, iPhone and iPad), Android .xml, BlackBerry .rrc, HTML, XHTML, Microsoft .resx, plain text, Markdown, Textile, PHP .ini. | multiplatformní (Web based)                        | Viz webové stránky, zdarma pro open source                | vlastní řešení |
| Wordfast                    | MS Word | Microsoft Office Word macro                        | 180 euro                                                  | vlastní řešení |
| WordFisher                  | MS Word | WordBasic\Ms Office Word macro                     | Free Licence                                              |                |
| Similis                     | HTML, PDF, Word, Trados | Windows                                            | 295 euro (monoposte)                                      | vlastní řešení |
| poEdit                      | | multiplatformní                                    | zdarma                                                    |                |
| Anaphraseus                 | Speciálně pro OpenOffice. Po instalaci automaticky přidává šablonu do textového editoru. | Multiplatformní, vyžaduje OpenOffice 2.0 a novější | zdarma                                                    |                |